# エンリーケ・ビラ＝マタス
エンリーケ・ビラ＝マタス（Enrique Vila-Matas, 1948年3月31日 - ）は、スペインの作家。バルセロナ生まれ。

## 来歴
大学では法律とジャーナリズムを学び、在学中より『フォトグラマス』誌に映画評論を執筆。1970年には自ら監督し映画を二本製作する。同年から兵役に就いたのちは文学への関心が高まり、1974年よりパリで二年間文学を学んだ（パリでの下宿先はマルグリット・デュラスの所有するアパートであった）。
1984年の小説『詐欺』で注目を集め、翌年に発表した『ポータブル文学小史』で国際的に知られるようになった。同作はマルセル・デュシャン、マン・レイ、アレイスター・クロウリー、ヴァルター・ベンヤミン、ジョージ・アンタイルなどが「ポータブルなもの」に対する偏愛者として実名で登場する小説である。1999年には『垂直の旅』でベネズエラのロムロ・ガリェーゴス賞を受賞し、作家的地位を不動のものとした。その他の作品に『永遠の家』（1988年）『奇妙な生き方』（1997年）『バートルビーと仲間たち』（2000年）などがある。

## 邦訳
- 『バートルビーと仲間たち』木村榮一訳、新潮社、2008年　- Bartleby y compañía
- 『ポータブル文学小史』木村榮一訳、平凡社、2011年 - Historia abreviada de la literatura portátil
- 『パリに終わりはこない』木村榮一訳、河出書房新社、2017年 - París no se acaba nunca
- 『永遠の家』木村榮一・野村竜仁訳、書肆侃侃房、2021年 - Una casa para siempre